# Kámen (Pelhřimovi járás)
Kámen település Csehországban, a Pelhřimovi járásban. Kámen Obrataň, Pošná, Důl, Zlátenka, Eš, Dobrá Voda u Pacova, Vysoká Lhota és Věžná településekkel határos. Lakosainak száma 267 fő (2024. január 1.).

## Népesség
A település lakosságának változását az alábbi diagram mutatja:
| Lakosok száma | 705  | 551  | 560  | 363  | 287  | 313  | 267  | 268  | 265  | 267  |
|               | 1869 | 1890 | 1921 | 1950 | 1980 | 2001 | 2017 | 2019 | 2022 | 2024 |